# Granville

Granville este o comună în departamentul Manche, Franța, regiunea Normandia de Jos. Este o stațiune balneo-climaterică situată pe malul Mării Mânecii. În 2009 avea o populație de 12847 de locuitori.

## Personalități născute aici
- Eugène Battaille (1817 - 1882), pictor.